# Els van Diggele
Els van Diggele (Leiden, 9 maart 1967) is een Nederlandse historica en journaliste die jarenlang in Israël en de Palestijnse gebieden woonde.
Na haar voorbereidend wetenschappelijk onderwijs in 1986 trok van Diggele naar Israël. Ze reisde een jaar rond en werkte enkele maanden in een kibboets, wat een grote interesse bij haar opwekte voor land en bevolking. Na terugkomst studeerde ze geschiedenis aan de Universiteit Leiden (afgerond in 1993) en journalistiek aan de Erasmus Universiteit Rotterdam. Daarna schreef ze voor De Telegraaf, Trouw en NRC Handelsblad.
In 1996 trok ze naar Israël voor een reeks artikelen over het jodendom en Israël, die uitgroeide tot het boek Een volk dat alleen woont over de problematiek van de Joodse identiteit en de splijtende gevolgen ervan voor de Israëlische maatschappij. Van Diggele illustreert hoe er sinds de vestiging van de staat Israël in 1948 een grote onenigheid bestaat tussen het secularisme en het orthodox jodendom over het vereiste karakter van de staat Israël. Het seculiere deel bekritiseert de onevenredig grote invloed van de orthodoxe joden op de maatschappij en wil verhinderen dat Israël verandert in een theocratie waarin een orthodox-religieuze minderheid de lakens uitdeelt. Hierdoor ontstaan spanningen die van negatieve invloed zijn op het functioneren van de samenleving. In 2007 publiceert ze Heilige ruzies, christenen in Israël waarin het christelijk deel van de Israëlische samenleving aan bod komt: Palestijnse christenen, christelijke zionisten en Messiasbelijdende Joden. In 2017 beschrijft ze de onenigheid binnen de Palestijnse gemeenschap.
In 2019 verscheen haar boek De misleidingsindustrie; Hoe Nederlandse media ons dagelijks beetnemen.
In 2020 volgde het boek  Het raadsel van Femma, over Femma Fleijsman-Swaalep (1928-2023), een Amsterdamse die op 16-jarige leeftijd in Auschwitz belandde, doordat 'Rassenreferent' Hans-Georg Calmeyer niet ingreep bij haar deportatie. Het boek wierp 75 jaar na dato een ander licht op de beeldvorming rond Calmeyer die tot dan toe vooral was afgeschilderd als 'mensenredder' vanuit de visie van joden die de oorlog hadden overleefd. 